# 아담 마투슈치크
아담 마투슈치크(폴란드어: Adam Matuszczyk, 1989년 2월 14일, 실롱스크 주 글리비체 ~)는 폴란드의 프로 축구 선수로, 현재 뒤렌 소속이며, 폴란드 국가대표팀에서도 활약했다. 본래 좌측 미드필더인 그는 수비형 미드필더로도 활약할 수 있다.

## 경력
마투슈치크는 메르치크에서 축구를 시작해 이후 딜링엔으로 이적했다. 딜링엔 유소년부에서 활약하던 그는 2003년 여름에 쾰른에 포착되어 합류했고, 이후 2008-09 시즌에 2군으로 승격되었다. 시즌 전반기에 마투슈치크는 11번의 경기에 출전했고, 2009년 2월 3일에는 분데스리가에 속한 쾰른 1군에 합류했다. 그는 2010년 2월 27일에 레버쿠젠을 상대로 분데스리가 신고식을 치렀다. 그의 첫 분데스리가 골은 4월 2일에 터졌는데, 그는 호펜하임을 상대로 홀로 2골을 터뜨려 적지에서 2-0 승리를 견인했다. 2012년 1월, 그는 뒤셀도르프로 임대되었다.
2015년 5월, 마투슈치크는 브라운슈바이크와 3년 계약을 맺었다. 그러나, 2016-17 시즌 후, 그는 폴란드의 자그웽비에 루빈으로 이적했다.
2017년 6월 16일, 그는 엑스트라클라사의 자그웽비에 루빈과 계약했다.
2019년 1월 31일, 마투슈치크는 위어딩겐 05와 단기 계약을 맺고 합류했다.
2020년 10월 7일, 마투슈치크는 미텔라인리가의 뒤렌으로 이적했다.

## 국가대표팀 경력
전 폴란드 U-21 국가대표팀 선수는 2009년 12월 19일에 태국에서 킹스컵을 치르기 위해 폴란드 국가대표팀으로 처음 차출되었다. 그러나, 그는 국제 축구 연맹의 국제 경기 일정 외의 대회라는 점으로 인해 구단에 잔류했다. 2010년 5월 4일, 그는 2010년 5월에 열릴 친선경기를 위해 차출되었다. 그는 2010년 5월 29일에 핀란드를 상대로 국가대표팀 첫 경기를 치렀다. 그의 첫 국가대표팀 골은 2010년 10월, 미국전에서 터졌다.

## 사생활
그는 폴란드 글리비체 출신으로 1991년에 2세였을 때 독일로 이주했다. 그에 따라, 그는 독일 시민권자이기도 하다. 그는 데니제를 배우자로 맞이하여 아들 레노스를 두었다.
폴란드어 이름이 아담 마투슈치크(Adam Matuszczyk)인 그의 독일어 이름은 아담 마투시크(Adam Matuschyk)다.

## 경력 통계

### 클럽
2018년 9월 22일 기준
| 구단              | 시즌      | 리그              | 리그 | 리그 | 컵   | 컵 | 기타 | 기타 | 합계 | 합계 | 주     |
| 구단              | 시즌      | 리그명            | 출장 | 골   | 출장 | 골 | 출장 | 골   | 출장 | 골   | 주     |
| ----------------- | --------- | ----------------- | ---- | ---- | ---- | -- | ---- | ---- | ---- | ---- | ------ |
| 쾰른 II           | 2008–09   | 서부 레기오날리가 | 25   | 3    | —    | —  | —    | —    | 25   | 3    | [ 19 ] |
| 쾰른 II           | 2009–10   | 서부 레기오날리가 | 11   | 1    | —    | —  | —    | —    | 11   | 1    | [ 20 ] |
| 쾰른 II           | 2014–15   | 서부 레기오날리가 | 1    | 0    | —    | —  | —    | —    | 1    | 0    | [ 20 ] |
| 쾰른 II           | 합계      | 합계              | 37   | 4    | —    | —  | —    | —    | 37   | 4    | —      |
| 쾰른              | 2009–10   | 분데스리가        | 9    | 2    | 0    | 0  | —    | —    | 9    | 2    | [ 20 ] |
| 쾰른              | 2010–11   | 분데스리가        | 24   | 2    | 3    | 0  | —    | —    | 27   | 2    | [ 21 ] |
| 쾰른              | 2011–12   | 분데스리가        | 9    | 0    | 1    | 0  | —    | —    | 10   | 0    | [ 20 ] |
| 쾰른              | 2012–13   | 2. 분데스리가     | 28   | 1    | 2    | 0  | —    | —    | 30   | 1    | [ 22 ] |
| 쾰른              | 2013–14   | 2. 분데스리가     | 22   | 0    | 3    | 1  | —    | —    | 25   | 1    | [ 23 ] |
| 쾰른              | 2014–15   | 분데스리가        | 10   | 0    | 2    | 0  | —    | —    | 12   | 0    | [ 20 ] |
| 쾰른              | 합계      | 합계              | 102  | 5    | 11   | 1  | —    | —    | 113  | 6    | —      |
| 뒤셀도르프 (임대) | 2011–12   | 2. 분데스리가     | 8    | 1    | 0    | 0  | 2    | 0    | 10   | 1    | [ 20 ] |
| 브라운슈바이크    | 2015–16   | 2. 분데스리가     | 29   | 1    | 3    | 0  | —    | —    | 32   | 1    | [ 24 ] |
| 브라운슈바이크    | 2016–17   | 2. 분데스리가     | 1    | 0    | 0    | 0  | —    | —    | 1    | 0    | [ 20 ] |
| 브라운슈바이크    | 합계      | 합계              | 30   | 1    | 3    | 0  | —    | —    | 33   | 1    | —      |
| 자그웽비에 루빈   | 2017–18   | 엑스트라클라사    | 28   | 0    | 3    | 0  | —    | —    | 31   | 0    | —      |
| 자그웽비에 루빈   | 2018–19   | 엑스트라클라사    | 15   | 0    | 0    | 0  | —    | —    | 15   | 0    | —      |
| 자그웽비에 루빈   | 합계      | 합계              | 43   | 0    | 3    | 0  | —    | —    | 46   | 0    | —      |
| 위어딩겐 05       | 2018–19   | 3. 리가           | 10   | 0    | 0    | 0  | —    | —    | 10   | 0    | —      |
| 위어딩겐 05       | 2019–20   | 3. 리가           | 25   | 1    | 0    | 0  | —    | —    | 25   | 1    | —      |
| 위어딩겐 05       | 합계      | 합계              | 35   | 1    | 0    | 0  | —    | —    | 35   | 1    | —      |
| 뒤렌              | 2020–21   | 미텔라인리가      | 0    | 0    | 1    | 0  | —    | —    | 1    | 0    | —      |
| 뒤렌              | 2021–22   | 미텔라인리가      | 30   | 1    | 0    | 0  | —    | —    | 30   | 1    |        |
| 뒤렌              | 2022–23   | 레기오날리가      | 28   | 0    | 0    | 0  | —    | —    | 28   | 0    | —      |
| 뒤렌              | 2023–24   | 레기오날리가      | 5    | 0    | 0    | 0  | —    | —    | 5    | 0    | —      |
| 뒤렌              | 합계      | 합계              | 53   | 1    | 1    | 0  | —    | —    | 66   | 1    | —      |
| 경력 합계         | 경력 합계 | 경력 합계         | 308  | 13   | 18   | 1  | 2    | 0    | 340  | 14   | —      |

1. ↑  승격 플레이오프전 출전 기록 포함
2. ↑  코로나바이러스감염증으로 리그 취소

### 국가대표팀 득점 기록
| 골 | 날짜            | 경기장                | 상대팀 | 골  | 최종 결과 | 대회     |
| -- | --------------- | --------------------- | ------ | --- | --------- | -------- |
| 1. | 2010년 10월 9일 | 미국 시카고 솔저 필드 | 미국   | 1–1 | 2–2       | 친선경기 |

## 수상
쾰른
- 2. 분데스리가: 2013–14[25]